# 羅渣士中心
羅渣士中心（英語：Rogers Centre）是加拿大安大略省多倫多一座多用途體育館，毗鄰西恩塔，鄰近安大略湖湖岸。體育館於1989年開幕，現時是美國職棒大聯盟多倫多藍鳥的主場館，過去亦曾為加拿大加式足球聯盟多倫多淘金人的主場館和NBA多倫多速龍的臨時主場館。每年一度的國際碗高等院校美式足球賽事亦假羅渣士中心舉行，而國家美式足球聯盟的水牛城比爾亦於2008-13年間每季在此進行一場常規賽。隨體育賽事外，羅渣士中心亦舉辦其它大型活動，如展覽會和音樂會等。2015年泛美運動會的開幕和閉幕儀式亦於此舉行，期間稱為泛美巨蛋（Pan Am Dome）。
體育館開幕時稱為天虹體育館（SkyDome），2005年被羅渣士通訊集團購入後改為現稱。
體育館一個特點是其可開合屋頂，並與一間酒店相連，當中有70間客房面對球場。

## 歷史
加拿大足球聯賽的1982年度冠軍賽事格雷盃於當年11月假多倫多的加拿大博覽會體育場（Exhibition Stadium）舉行。該體育場為露天設計，部分觀眾席更沒有遮蓋。賽事於惡劣天氣中進行，大批觀眾到有蓋的小賣部避雨，餘下的觀眾也只好冒著滂沱大雨觀看賽事。現場的狼狽狀況也透過電視轉播到全國7,862,000名觀衆的眼前。翌日在彌敦菲臘廣場為格雷盃冠軍球隊舉行的祝捷大會上，多名與會民眾大叫「我們要有蓋體育館！」，市内民眾亦開始就興建全天候有蓋體育館的建議展開討論。時任安大略省省長戴維斯（Bill Davis）隨後於1983年6月宣佈成立一個三人小組來研究在加拿大博覽會會址興建一個有蓋體育館的可行性。
數項建議在往後幾年間陸續出現，包括在展覽會會址興建一個類似溫哥華卑詩體育館的充氣式場館。當局從數個考慮中的地點選定湖濱西恩塔旁離聯合車站不遠的地段興建場館；該地段原為加拿大國家鐵路公司的編組場。當局並於1985年舉行國際設計比賽，最終由羅德·羅比（Rod Robbie）和米高·亞倫的設計脫穎而出。
工程造價當時估計為1億5千萬加元，但最終上漲至5億7千萬元（2015年金額為9億3700萬元）。大多倫多市政府和安省政府各為項目提供3千萬元撥款，而加拿大三大啤酒公司（拉巴特釀酒公司、莫爾森和卡靈奧基夫）和藍鳥隊則各支付5百萬元。另外26間加拿大企業則各以5百萬元代價換取為期十年的私家箱位和四個停車位租約。
體育館徵名比賽於1987年舉行，超過15萬人參與其中，合共提供12,897個不同名稱。遴選委員會從中挑選四個名稱作進一步考慮，分別為「塔巨蛋」（Towerdome）、「港灣巨蛋」（Harbourdome）、「天虹體育館」（SkyDome）和「巨蛋」（the Dome），最終選出天虹體育館。體育館原定於藍鳥隊1989年賽季首場常規賽事開幕，但待兩個月後的6月3日才正式開幕。除了藍鳥隊和淘金人隊外，天虹體育館亦曾是NBA多倫多速龍的臨時主場館，直至加拿大航空中心（現稱豐業銀行體育館）於1999年2月開幕為止。
天虹體育館開幕後的財政狀況欠佳，到1993年已欠債達4億元。省府於1994年3月從庫房撥款為體育館償還所有債項，並以1億5100萬元將體育館售予包括藍鳥隊東主拉巴特在内的私人財團。加拿大航空中心於1990年代末落成，成為NHL多倫多楓葉和NBA多倫多速龍的主場館；天虹體育館私家箱位的吸引力隨之大減，不少私家箱位的租客在十年租約屆滿時亦無意續約，令體育館的財務雪上加霜。體育館遂於1998年11月申請破產保護，而 Sportsco International LP 則於1999年4月以8千萬元購入體育館。
藍鳥隊東主羅渣士通訊集團於2004年11月購入體育館，而體育館則於2005年2月2日正式改稱「羅渣士中心」。
踏入2010年代中期，淘金人隊面臨財困，而羅渣士中心偏重棒球的設計亦被視為不利淘金人隊的賽事氣氛。此外羅渣士中心安排賽事時亦以藍鳥隊為重；淘金人隊2015年賽季的「主場」開哨戰被逼於亞伯達省麥克默里堡舉行，而該季另外三場主場賽事則分別於渥太華和哈密爾頓舉行。將淘金人隊遷往設計較利加式足球賽事，且可配合其賽季編排的場館成為改善其財務狀況的重要一環。該隊業權於2015年易手，並與BMO球場達成協議，2016年賽季起淘金人隊主場遷至該場館。該隊位於羅渣士中心的最後一場賽事於2015年11月6日舉行，淘金人以21-11擊敗溫尼伯藍色轟炸機。

## 外部連結
- 羅渣士中心官方網站
- 水牛城比爾多倫多系列賽
- CBC檔案 （页面存档备份，存于） - 介紹開合式屋頂運作（1989年）